# Petar Milić
Petar Periša Milić (Mostar, 2. srpnja 1958.), hrvatski književnik i političar iz Bosne i Hercegovine.
Pučku i srednju školu te vjeronauk završio je u rodnom gradu, a Prirodoslovno-matematički fakultet u Sarajevu.
Bio je srednjoškolskim profesorom u Gacku, Gračanici, Tomislavgradu i Vukovaru. Jedno vrijeme radio je kao tehnolog u Unis-Telekom Mostar. Pred početak Domovinskog rata sudjelovao je u organiziranju referenduma za utemeljenje općine Ravno, a nakon formiranja HVO-a bio je pročelnikom Odjela za obnovu HVO-a općine Ravno. Trenutačno radi kao profesor u Srednjoj strojarskoj školi Fausta Vrančića u Mostaru. Rad u Gimnaziji prekida zbog političkih dužnosti: savjetnika županijskog ministra, i u dva navrata, zastupničkog mandata u Parlamentu Federacije BiH.
Osnivač je i predsjednik stranke Hrvatski demokršćani (kasnije Hrvatsko zajedništvo Herceg-Bosne), s kojom kasnije ulazi u HSP BiH. U svom političkom djelovanju posebice se ističe u zalaganju za ravnopravnost i institucionaliziranje hrvatskog jezika. Tako na montiranom političkom procesu[nedostaje izvor] koji se vodi protiv njega po sarajevskim sudovima zbog aktivnog sudjelovanja u proglašenju Hrvatske samouprave, gdje je bio pročelnikom Odjela za kulturu, šport i odnose s vjerskim zajednicama, zahtjeva prevođenje optužnice na hrvatski jezik. Time razotkriva te nastoji nadići nezakonitu i neustavnu praksu sprječavanja javnost hrvatskog jezika u ustanovama kao i prava na službene dokumente na hrvatskome jeziku. Zanimljivo je napomenuti kako nakon tri i pol godine sudbenog postupka i službenog povlačenja lažne optužnice ista nije nikada prevedena na hrvatski jezik.
Potječe iz pjesničke obitelji i pjesme je počeo pisati još u pučkoj školi. Objavljuje u listovima i na radiju. Članom je Društva hrvatskih književnika Herceg-Bosne.
Oženjen je i otac troje djece.

## Djela
Objelodanio je sljedeće knjige pjesama:
- Sunčani snovi, Mostar, I. izdanje, 1995.godine; Zagreb, II. izdanje, 1997. godine;
- Jutra nemira, Zagreb, 1998. godine;
- Godine ufanja, Mostar, 2002. godine;
- Stoljeća čekanja, Zagreb-Mostar, 2005. godine;
- Otajstva slobode, Mostar, I izdanje 2009. godine; Split-Mostar, II. izdanje, 2009. godine.